# Вэйфан

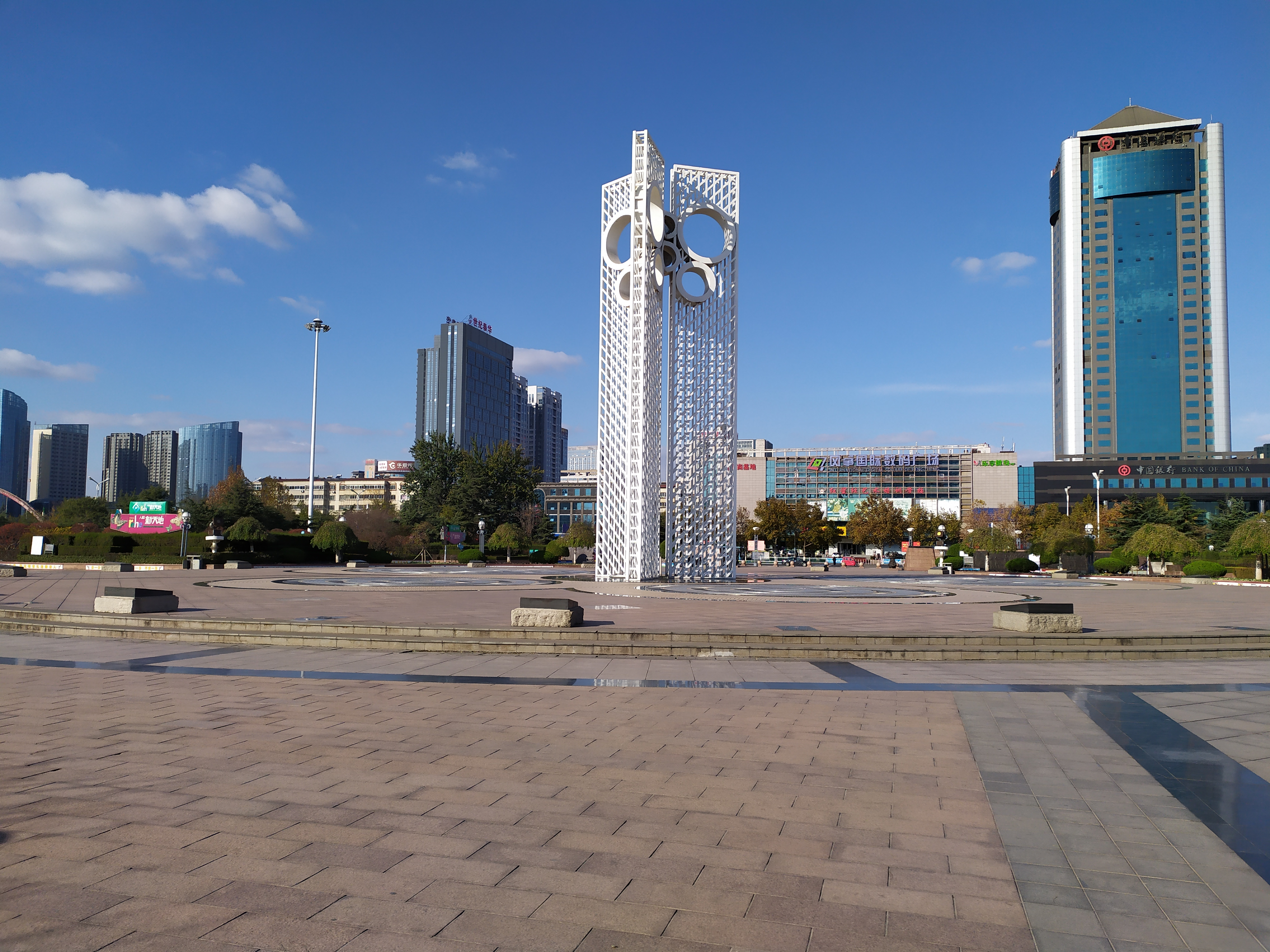
Памятник воздушному змею на площади «Мировая столица воздушных змеев»

Вэйфан (кит. упр. 潍坊, пиньинь Wéifāng) — городской округ в Китае, в центральной части провинции Шаньдун. Название означает «квартал у реки Вэйхэ».

## География
Через территорию Вэйфана протекают, впадая в Жёлтое море, реки Сяоцинхэ, Михэ, Байланхэ, Вэйхэ и Цзяолайхэ.

## История
В начале V века на территории современного Цинчжоу находился город Гуангу — столица государства Южная Янь.
Когда во время гражданской войны коммунисты в апреле 1948 года отбили у гоминьдановцев эти места, то в июне 1948 года ими были образованы Особый город Вэйфан (潍坊特别市), подчинённый напрямую коммунистическому аппарату управления провинцией Шаньдун, и Особый город Цинчжоу (青州特别市). В декабре 1948 года был создан Специальный район Чанвэй (昌潍专区), правление которого с июля 1949 года разместилось в Цинчжоу. В июне 1949 года Особый город Вэйфан был преобразован в обычный город, но по-прежнему подчинённый напрямую властям провинции. 
В мае 1950 года город Вэйфан был расформирован и преобразован в обычный уезд, подчинённый Специальному району Чанвэй, а органы власти Специального района Чанвэй переехали в Вэйфан. В 1951 году был создан городской уезд Чанвэй. В 1952 году Цинчжоу был вновь преобразован в уезд Иду. В июле 1953 года был расформирован Специальный район Цзыбо (淄博专区), и входивший в него ранее уезд Линьцзы был передан в состав Специального района Чанвэй; одновременно были расформированы уезды Вэйбэй, Цюнань и Шоунань. В 1955 году из-под юрисдикции Цзыбо в состав Специального района Чанвэй был передан уезд Бошань. В 1956 году был расформирован Специальный район Цзяочжоу (胶州专区), и 6 из ранее входивших в него уездов перешли в состав Специального района Чанвэй; из состава Специального района Лайян (莱阳专区) в Специальный район Чанвэй был передан уезд Пинду. В 1958 году уезд Вэйсянь был присоединён к городскому уезду Вэйфан, а уезд Бошань вернулся в состав воссозданного Специального района Цзыбо; уезды Цзяонань и Цзяосянь перешли под юрисдикцию Циндао. В 1961 году уезды Цзяонань и Цзяосянь вернулись в состав Специального района Чанвэй.
В 1967 году Специальный район Чанвэй был переименован в Округ Чанвэй (昌潍地区); в тот момент в его состав входили 1 городской уезд и 14 уездов. В 1969 году уезд Линьцзы был передан в состав Цзыбо. В 1977 году был образован район Хуандао; в 1978 году район Хуандао и уезды Цзянонань и Цзяосянь были переданы под юрисдикцию Циндао, в результате чего в составе Округа Чанвэй остались 1 городской уезд и 11 уездов.
В 1981 году Округ Чанвэй был переименован в Округ Вэйфан (潍坊地区).
В 1983 году округ Вэйфан был расформирован, а вместо него образован Городской округ Вэйфан (при этом уезд Пинду был передан в состав Циндао), состоящий из 3 районов городского подчинения (образованных на месте бывших городского уезда Вэйфан и уезда Вэйсянь) и 9 уездов.
В 1986 году уезд Иду был преобразован в городской уезд Цинчжоу. В 1987 году уезд Чжучэн был преобразован в городской уезд. В 1992 году уезд Улянь был передан в состав городского округа Жичжао. В 1993 году уезд Шоугуан был преобразован в городской уезд. В 1994 году уезды Аньцю, Гаоми и Чанъи были преобразованы в городские уезды, а из частей районов Вэйчэн и Ханьтин был создан район Куйвэнь.

## Административно-территориальное деление
Городской округ Вэйфан делится на 4 района, 6 городских уездов, 2 уезда:
| Карта | #              | Статус  | Название | Иероглифы     | Пиньинь   | Население (2007 прим.) | Площадь (км²) | Плотность населения (/км²) |
| ----- | -------------- | ------- | -------- | ------------- | --------- | ---------------------- | ------------- | -------------------------- |
| 1     | Район          | Вэйчэн  | 潍城区   | Wéichéng qū   | 370 000   | 272                    |               |                            |
| 2     | Район          | Куйвэнь | 奎文区   | Kuíwén qū     | 500 000   | 188                    |               |                            |
| 3     | Район          | Фанцзы  | 坊子区   | Fāngzi qū     | 250 000   | 345                    |               |                            |
| 4     | Район          | Ханьтин | 寒亭区   | Hántíng qū    | 420 000   | 872                    |               |                            |
| 5     | Городской уезд | Шоугуан | 寿光市   | Shòuguāng shì | 1 020 000 | 2180                   |               |                            |
| 6     | Городской уезд | Чанъи   | 昌邑市   | Chāngyì shì   | 680 000   | 1578                   |               |                            |
| 7     | Городской уезд | Гаоми   | 高密市   | Gāomì shì     | 870 000   | 1527                   |               |                            |
| 8     | Городской уезд | Аньцю   | 安丘市   | Ānqiū shì     | 1 050 000 | 1928                   |               |                            |
| 9     | Городской уезд | Чжучэн  | 诸城市   | Zhūchéng shì  | 1 060 000 | 2183                   |               |                            |
| 10    | Городской уезд | Цинчжоу | 青州市   | Qīngzhōu shì  | 900 000   | 1569                   |               |                            |
| 11    | Уезд           | Чанлэ   | 昌乐县   | Chānglè xiàn  | 600 000   | 1101                   |               |                            |
| 12    | Уезд           | Линьцюй | 临朐县   | Línqú xiàn    | 850 000   | 1833                   |               |                            |

## Экономика

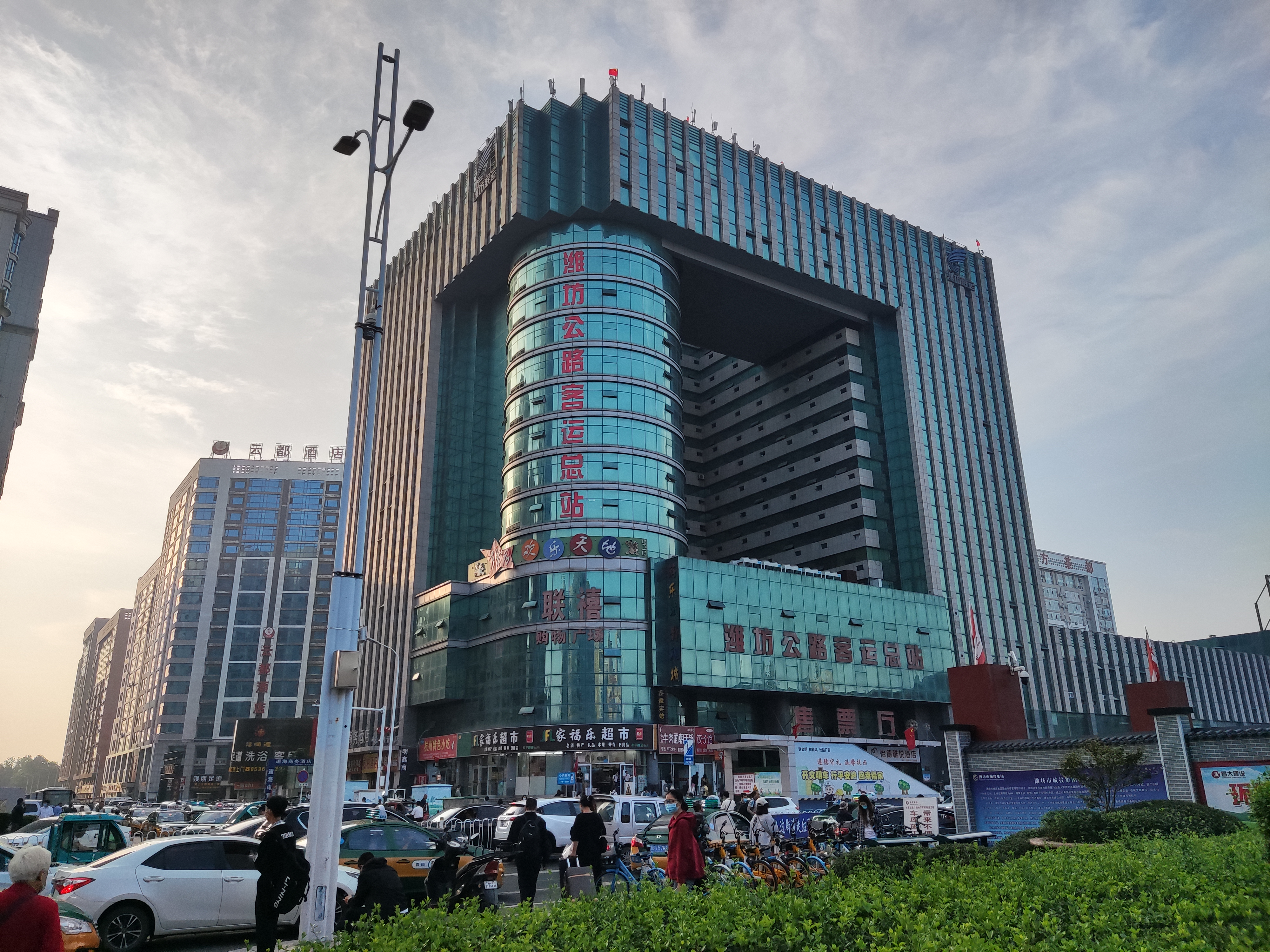
Деловой центр города

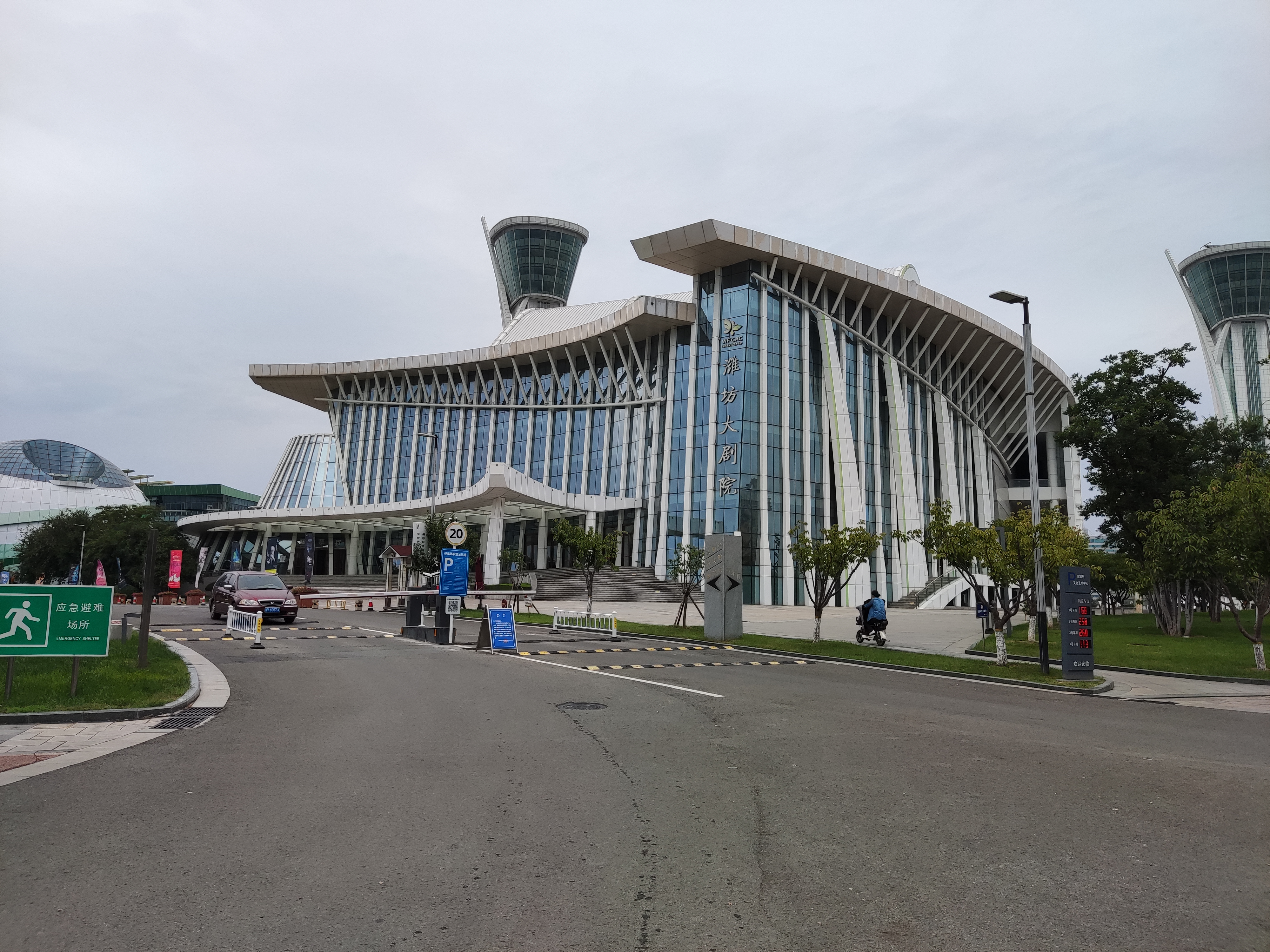
Большой театр

В округе имеются пищевые, текстильные, швейные, химические (волокна), машиностроительные и металлургические предприятия. Развито производство бумажных змеев и изделий из кости. В районе Вэйфана — рыболовство, табаководство и овощеводство.
Вэйфан является одним из крупнейших машиностроительных центров провинции Шаньдун, здесь базируется крупная машиностроительная компания Weichai Holding Group. Также в округе расположены заводы двигателей и деталей к ним Weichai Power, Weichai Heavy Machinery, Kangyue Technology и Power HF, заводы электроники Goertek и Gettop Acoustic, заводы автомобильных комплектующих Himile Mechanical Science and Technology и Shengrui Transmission, заводы нефтегазового и горнодобывающего оборудования Shandong Molong Petroleum Machinery и Shandong Mining Machinery Group, заводы сельскохозяйственной и строительной техники Fukuda Revo International Heavy Industry, Huaxia Tractor Manufacturing и Claas Agricultural Machinery, завод радиаторов Hengan Radiator Group, завод электровелосипедов и электроскутеров Bidewen Power Technology.
Кроме того, в Вэйфане расположены химические заводы Haihua Group, Silver Hawk Chemical Fibre, Julong Chemical Fibre Group, Shandong Rike Chemical, Yuanli Chemical Group, NHU Amino Acid, Xinruida Chemical и Xiangsheng New Materials Technology, завод шин Sangong Rubber, текстильные и швейные фабрики Sunvim Group, Junfu Non-Woven Material и Tanboer Fashion, фабрика подгузников и прокладок Mimosa Hygienic Technology, пищевые фабрики Legang Food, Delisi Food, Yili Dairy, Huifa Foodstuff, Wanquan Food, Yuhe Livestock & Poultry и Jinhe Xinshidai Food, бумажные фабрики Shandong Century Sunshine Paper Group. 

### Индустрия воздушных змеев
В Вэйфане производится более 80 % воздушных змеев Китая и свыше 85 % мира. По состоянию на 2022 год в округе насчитывалось более 600 предприятий, занятых в индустрии воздушных змеев, количество работников превышало 80 тысяч, а годовой объем продаж достигал свыше 2 млрд юаней. Изделия из Вэйфана экспортируются в более 50 стран и районов мира, в том числе в Европу, Америку и Юго-Восточную Азию.

## Транспорт
Имеются морской порт и международный аэропорт. Строится высокоскоростная железная дорога Вэйфан — Тяньцзинь протяжённостью 350 км.

## Образование
Вэйфанский технический институт.

## Экология
Современный Вэйфан — это один из самых зелёных городов Китая. В настоящее время уровень озеленения территории города составляет 40 %, площадь озеленённых территорий на душу населения превысила 12 квадратных метров. Кроме того, Вэйфан старается стать городом «парков и лесов». В нём находятся:
- Парк «Цзыи»
- Парк на болоте
- Парк растений

Однако, самой крупной программой экологического строительства является упорядочение трёх рек, пересекающих этот город. Самая длинная река Чжанмянь раньше была известна своими грязными берегами и неприятным запахом. Она вызывала большое недовольство у жителей города. После нескольких лет работ по очистке она превратилась в очень чистую реку.

## Культура

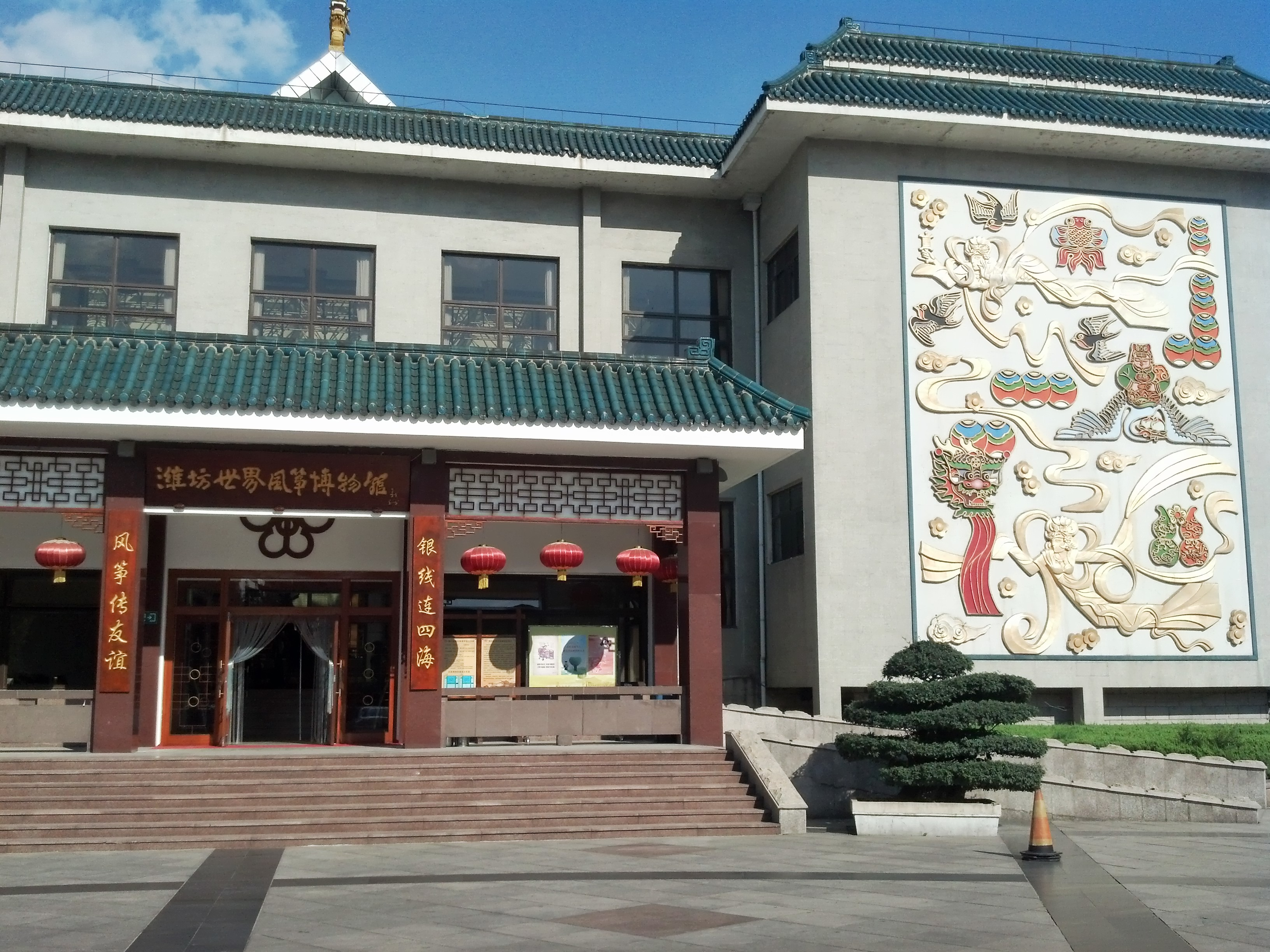
Здание музея воздушных змеев

В Китае Вэйфан считается родиной воздушных змеев. Начиная с 1984 года, ежегодно в городе проводится международный фестиваль воздушных змеев. В Вэйфане есть музей воздушных змеев мира (кит. упр. 潍坊世界风筝博物馆), основанный в 1987 году, напротив входа в музей — памятник Лу Баню.

## Города побратимы
- Пуэбло (Колорадо)